# Hans Strübing
Hans Strübing (* 30. Oktober 1935) ist ein ehemaliger deutscher Fußballspieler, der 1960 für den SC Aufbau Magdeburg in der DDR-Oberliga, der höchsten Spielklasse im DDR-Fußball, aktiv war.

## Sportliche Laufbahn
Im Sommer 1955 schloss sich der 19-jährige Hans Strübing dem zweitklassigen DDR-Ligisten Betriebssportgemeinschaft (BSG) Motor Mitte Magdeburg an. Zuvor hatte Strübing bei der BSG Einheit Burg in der drittklassigen Bezirksliga Magdeburg gespielt. Als im Herbst 1955 im DDR-Fußball eine Übergangsrunde zur Umstellung auf die Kalenderjahrsaison ausgetragen werden musste, fanden in der DDR-Liga dreizehn Spiele statt. Strübing wurde in zehn Begegnungen eingesetzt und erzielte vier Tore. In der Saison 1956 festigte er seine Position als Stammspieler mit 22 Einsätzen bei 26 Punktspielen. Als Torschütze war er mit acht Treffern erfolgreich. Während der Saison 1957, in der er 21-mal in Ligaspielen aufgeboten wurde und erneut acht Tore erzielte, wurde er mit seiner Mannschaft von SC Aufbau Magdeburg übernommen. Nach einer schwächeren Spielzeit 1958, in der er nur in 19 Punktspielen eingesetzt wurde und auch nur zwei Tore erzielte, schien er zu Beginn der Spielzeit 1959 zu alter Stärke zurückgefunden zu haben. Bis zum neunten Spieltag wurde er regelmäßig als Rechtsaußenstürmer eingesetzt, danach spielte er aber nur noch unregelmäßig, zuletzt fast nur als Einwechselspieler. Bei seinen 21 Punktspieleinsätzen kam jedoch noch auf fünf Tore und war so am Aufstieg seiner Mannschaft in die Oberliga beteiligt. Nach nur vier Spielen zu Beginn der Oberligasaison 1960, von denen er nur zwei Begegnungen von Anfang an bestritt, fiel er anschließend aus der 1. Mannschaft. Er kehrte nicht mehr in den höherklassigen Fußball zurück. Von 1955 bis 1960 war er in 97 Punktspielen eingesetzt worden und hatte dabei 28 Tore erzielt.